# Linton Hall
Linton Hall és una concentració de població designada pel cens dels Estats Units a l'estat de Virgínia. Segons el cens del 2000 tenia 8.620 habitants.

## Demografia
Segons el cens del 2000, Linton Hall tenia 8.620 habitants, 2.733 habitatges, i 2.347 famílies. La densitat de població era de 402,9 habitants per km².
Dels 2.733 habitatges en un 57,3% hi vivien nens de menys de 18 anys, en un 78,7% hi vivien parelles casades, en un 5% dones solteres, i en un 14,1% no eren unitats familiars. En el 9,1% dels habitatges hi vivien persones soles el 0,4% de les quals corresponia a persones de 65 anys o més que vivien soles. El nombre mitjà de persones vivint en cada habitatge era de 3,12 i el nombre mitjà de persones que vivien en cada família era de 3,34.
Per edats la població es repartia de la següent manera: un 35,4% tenia menys de 18 anys, un 4,4% entre 18 i 24, un 46,3% entre 25 i 44, un 12,1% de 45 a 60 i un 1,8% 65 anys o més.
L'edat mediana era de 30 anys. Per cada 100 dones de 18 o més anys hi havia 96,1 homes.
La renda mediana per habitatge era de 82.374 $ i la renda mediana per família de 86.421 $. Els homes tenien una renda mediana de 56.073 $ mentre que les dones 38.771 $. La renda per capita de la població era de 30.804 $. Entorn de l'1,9% de les famílies i el 2,8% de la població estaven per davall del llindar de pobresa.

## Poblacions més properes
El següent diagrama mostra les poblacions més properes.